# Distretto di Weibin
Il distretto di Weibin è una suddivisione amministrativa cinese della prefettura di Baoji, di cui è sede, nella provincia dello Shaanxi.